# Храм Успения Пресвятой Богородицы в Александрово-Щапове
Храм Успения Пресвятой Богородицы — православный храм Никольского благочиния Московской городской епархии. Храм расположен в усадьбе Александрово (Щапово) в Москве.
Храм построен в 1779 году на личные средства сенатора Василия Грушецкого. Настоятель храма — протоиерей Георгий Еварестов.

## История храма
Изначально церковь была деревянной. Её заложил боярин Василий Морозов в своей вотчине Александрово, над речкой Лубенкой, на высоком её берегу. Было это в 1612 году. Церковь была небольшой, деревянной, с четырёхскатной крышей.
В 1681 году царь Фёдор Алексеевич пожаловал село Александрово двоюродным братьям своей недавно умершей жены, царицы Агафьи Грушецкой, Михаилу и Василию Грушецким, комнатным стольникам. Спустя почти 150 лет после постройки деревянной церкви новым владельцем села, сменившего уже несколько хозяев, стал сенатор Василий Грушецкий. Вместо деревянной церкви он возвёл за свои средства каменную, рядом со старой. В указе Синода 1779 года о строительстве кирпичной церкви Успения сказано, что она должна быть построена рядом со старой и в неё должны быть перенесены иконы и другие священные предметы. Новая обитель была закончена и освящена в 1779 году. Церковь построена в стиле классицизма, но от старой была позаимствована деревянная форма четырёхскатной кровли. Вокруг церкви была ограда в виде вытянутого восьмиугольника, с южной стороны были устроены ворота. Здание состояло из двухсветного храма и двухъярусной колокольни, соединённых пониженной трапезной в три окна. Завершает здание кровля с квадратным трибуном и луковичной главкой. Ко входам в храм и колокольню ведут широкие трёхсторонние лестницы.
Из старой церкви перенесли храмовую икону Успения Богородицы, сосуды, книги, другие иконы. Был покрашен и покрыт позолотой иконостас. На своде нового храма были написаны изображения апостолов и чудеса Господа нашего Иисуса Христа, означенные в Евангелии.
В 1812 году недалеко от Александрова стоял корпус французов. Французы подтягивали силы для похода на Москву и, пока стояли лагерем, делали вылазки в близлежащие сёла. В Успенской церкви они ободрали два серебряных оклада с книг Евангелия.
В апреле 1815 года село Александрово было продано бригадиру Ивану Арсеньеву, который уделял много внимания и средств церкви. Вскоре село было отдано в приданое дочери Арсеньева. Евдокия Арсеньева пристроила в 1819 году к церкви Успения Пресвятой Богородицы придел святого мученика Иоанна Воина.
В марте 1889 года усадьба была куплена московским фабрикантом Ильёй Щаповым (1846—1896). За 40 лет, прошедших после смерти А. И. Арсеньевой, церковь весьма обветшала. Илья Щапов первым делом отреставрировал её. На колокольне он установил куранты-часы с боем, которые специально заказал из Англии. Их механизм и до сих пор исправно работает. Вторым делом — пристроил к храму деревянный флигель, где устроил при церкви богадельню для бездомных старушек. Щапов построил для причта два деревянных дома на каменных фундаментах. В 1892 году Московским Кирилло-Мефодиевским братством в селе Александрово была открыта церковно-приходская школа для мальчиков (ныне воскресная, здание сохранилось), каменное здание для которой построил Щапов (сейчас в этом здании приходской дом). В школе обучались до 200 детей. Он оплатил строительство каменного домика для «группы продлённого дня», в которой оставались ученики церковно-приходской александровской школы. Для девочек при церкви губернским земством в 1912 году была выстроена школа кружевниц. Школа находилась у оврага, в самом низком и влажном месте усадьбы — это важно для кружевного промысла, и сохранилась до сих пор. Девушек учили не только ремеслу, но и грамоте.

## После революции
С приходом советской власти, музейный подотдел Подольска приступил к ликвидации церквей в своём районе. Перед разграблением храма новые власти даже не удосужились запечатлеть, сфотографировав, внутреннее убранство храма. В церкви служил священномученик Пётр Ворона, прослуживший 10 лет в качестве чтеца.
В 1929 храм закрыли, а внутреннее убранство сожгли. Разломали и сожгли все иконы, чудом уцелела лишь одна икона, которую бросили под колёса буксовавшей машины — образ Святой Троицы. По словам алтарницы Марии: «Когда из храма всё вывозили, машина забуксовала, и икону подложили под колёса. По милости Божией, она уцелела, остались только следы от колёс».
Храм на протяжении десятилетий использовался под кузницу, мастерские, хранилище удобрений, от испарений которых осыпались все фрески. От его первоначального убранства сохранились лишь фрески под куполом.

## Наши дни. Возрождение храма
В середине 80-х годов, под патронажем директора агрофирмы «Щапово», М. М. Бойновичем, была начата реставрация здания храма для устроения в нём концертного, органного зала. Орган был изготовлен в 1988 году фирмой «Rieger-Kloss» (Чехословакия, г. Крнов, opus 3598). Приобретён был в 1989 году по инициативе М. М. Бойновича, ценителя органной музыки. 23 мая 1989 года состоялся первый концерт, в котором приняли участие известные органисты — Гарри Гродберг и Олег Янченко.
В 1990, по прошению православной общины, храм вернули верующим, а орган перенесли, позднее, в новый органный зал в здании муниципального музея истории усадьбы Щапово. Начались реставрационные работы, и за прошедшие несколько лет многими благотворителями и трудами общины были спланированы близцерковные территории, восстановлена ограда, вновь возведена звонница.
19 мая 1996 года, Высокопреосвященнейший Ювеналий, Митрополит Крутицкий и Коломенский в сослужении сонма духовенства Подольского благочиннического округа, совершил
службу на обновление храма и чин освящения вновь сооружённых Престола и жертвенника главного алтаря с воссозданным резным иконостасом.
Внутри храма — красивые резные оклады чёрного дерева, выразительны контраст чёрного (с золотом) на белом.
Сегодня при храме действует Воскресная школа, в которой обучается около 100 детей, включая группу дошкольников. Дети изучают православные праздники, жития святых, устройство православного храма. Так же малышей готовят к школе: учат читать, писать, рисовать. Летом на базе Щаповской Воскресной школы при финансовом обеспечении РКПМ (Российский клуб православных меценатов, с которым приход сотрудничает) проходит православный детский лагерь.
Во время Великих церковных праздников — Рождество Христово, Пасха, день памяти святых равноапостольных Кирилла и Мефодия устраиваются особые торжества: представление постановок, стихотворных монтажей, выставка детского рисунка. При церкви существует приходская благотворительность: при помощи жертвователей все нуждающиеся снабжаются одеждой, обувью, детскими вещами, лекарствами. Так же регулярно для прихожан совершаются паломнические поездки к святыням Православия: на Соловки, в Дивеево.
В 2004—2005 годах над богадельней надстроили мансарду.
На средства общины выпускается газета «Приходской вестник» (распространяется безвозмездно), в которой рассказывается о православных праздниках, общецерковных событиях, о приходской жизни.
На звонницу Успенской церкви установили несколько колоколов, разных по величине и звучанию, весящих от полпуда до 25 пудов.

## Духовенство
- Настоятель храма – протоиерей Георгий Еварестов[1] (2020 г.).

## Святыни
- Распятие со святынями со Святой земли: частицей Мамврийского дуба и частицейа Сионской горницы.
- Ковчег с частицами мощей Киево-Печерских преподобных и преподобного Максима Грека
- Икона Пророка, Предтечи и Крестителя Господня Иоанна с частицей мощей
- Икона апостола Андрея Первозванного с частицей мощей
- Икона с частицей мощей преподобного Аристоклия Афонского
- Иконы с частицами мощей над входом в придел мученика Иоанна Воина: преподобного Исаакия Оптинского, преподобного Агапита Киево-Печерского, врача безмездного, мучеников 14 000 младенцев, в Вифлееме от Ирода избиенных[2]

- Звонница
- На Троицу
- Здание бывшей богадельни при церкви
- Здание бывшей приходской школы при церкви